# Леван Паліашвілі
Леван Петрович Паліашві́лі (6 лютого 1895, Тифліс — 10 червня 1976, Тбілісі) — грузинський радянський композитор і музичний педагог. Народний артист Грузинської РСР з 1967 року.

## Життєпис
Народився 25 січня [6 лютого] 1895 року в місті Тифлісі (нині Тбілісі, Грузія) у багатодітній сім'ї співака церковного хору. Брат музикантів Івана, Захарія і Полікарпа Паліашвілі.
Музичну освіту здобув під керівництвом брата Захарія у Тифліському музичному училищі. 1922 року закінчив Тифліську консерваторію, де навчався у Фоми Гартмана, Миколи Черепніна.
Протягом 1922—1933 років викладав у музичних училищах Телаві, Тифлісу, Кутаїсі; у 1933—1953 роках — завідувач навчальної частини і викладач теоретичних предметів у Другому тбіліському музичному училищі, водночас протягом 1933—1975 років викладав у Тбіліській консерваторії (доцент з 1941 року).
Помер у Тбілісі 10 червня 1976 року.

## Творчість
Серед музичних творів
- опери «Мати та син» (1922; за Іллею Чавчавадзе), «Витязь у тигровій шкурі» (1925; за однойменною поемою Шоти Руставелі; обидві — у концертному виконанні, Тифліс), «Іавнана»/«Колискова» (1963; за повістю Якова Гогебашвілі; Грузинський театр опери та балету);
- твори для симфонічного оркестру, для фортепіано, хорів, романсів, пісень.

Автор робіт грузинською мовою
- «Гармонійна мова опери „Абесалом і Етері“», Тбілісі (1938);
- «Гармонійна мова опери „Даїсі“», Тбілісі (1944);
- «Підручник з елементарної теорії музики», Тбілісі (1958);
- «Гармонія. Підручник для студентів музичних училищ та консерваторів», Тбілісі, (1963).

Роботи «Методика викладання теорії музики», «Побічні домінанти», «Про темпи опери „Абесалом і Етері“» залишились рукописними.